# Sunday Morning (canción de The Bolshoi)
«Sunday Morning» es una canción de la banda inglesa The Bolshoi, que se editó como el tercer sencillo del álbum Friends de 1986 bajo el sello de Beggars Banquet y la letra fue compuesta por el vocalista y líder del grupo Trevor Tanner. A pesar de no haber entrado en ninguna lista musical, la canción fue bastante popular tanto en Europa como Sudamérica.

## Lista de canciones
Sencillo de siete pulgadas (7") BEG 175
1. «Sunday Morning» – 4:35
2. «Foxes» – 3:13

Sencillo de doce pulgadas (12") BEG 175T
1. «Sunday Morning» – 6:28
2. «Foxes» – 3:12
3. «M.F.P» – 4:35

## Personal
- Trevor Tanner (voz, guitarra)
- Jan Kalicki (batería, percusión)
- Nick Chown (bajo eléctrico)
- Paul Clark (teclados)